# Mr. Oizo
Quentin Dupieux, conhecido como Mr. Oizo, é um músico, produtor musical, compositor e cineasta francês.

## Discografia

### Álbuns
- Analog Worms Attack (1999)
- Moustache (Half a Scissor) (2005)
- Steak (2007)
- Lambs Anger (2008)
- All Wet (2016)